# Bartłomiej Pelczar
Bartłomiej Pelczar (ur. 5 lutego 2000 w Lublinie) – polski koszykarz, występujący na pozycjach rozgrywającego lub rzucającego obrońcy, aktualnie zawodnik zespołu Polskiego Cukru Pszczółki Startu Lublin.
11 czerwca 2021 podpisał kolejną umowę z Pszczółką Start Lublin.

## Osiągnięcia
Stan na 20 lutego 2023, na podstawie, o ile nie zaznaczono inaczej.
Drużynowe
- Wicemistrz Polski (2020)
- Finalista Pucharu Polski (2022[4], 2023[5])
- Uczestnik mistrzostw Polski:
  - juniorów starszych (2015, 2018, 2019)
  - juniorów (2016, 2017)
  - kadetów (2015, 2016)
  - U–14 (2014)

Reprezentacja
- Uczestnik mistrzostw Europy:
  - U–16 (2016 – 15. miejsce)
  - U–18 dywizji B (2018 – 12. miejsce)